# リシャール・ド・ノルマンディー
リシャール・ド・ノルマンディー（フランス語：Richard de Normandie, 1054年ごろ - 1070年ごろ）は、イングランド王ウィリアム1世とマティルダ・オブ・フランダースの次男。

## 生涯
リシャールは1070年かそのすぐ後に、ニュー・フォレストでの狩りの時に張り出した枝に衝突して死去した。リシャールはウィンチェスター大聖堂に埋葬された。弟ウィリアム2世もまた、1100年にニュー・フォレストで死去した。
リシャールは『バークズ・ピアレージ』において、父ウィリアム1世の大陸の領地の一部を領する「ベルネー公」として言及される。しかし、これは16世紀に作成されたリシャールの墓碑銘の誤った解釈に基づく誤りである。